# Черчилл (округ, Невада)
Шаблон:StateAbbr_ 39°36′ пн. ш. 118°20′ зх. д. / 39.6° пн. ш. 118.34° зх. д.
Округ Черчилл (англ. Churchill County) — округ (графство) у штаті Невада, США. Ідентифікатор округу 32001.

## Історія
Округ утворений 1861 року.

## Демографія
За даними перепису
2000 року
загальне населення округу становило 23982 осіб, зокрема міського населення було 15337, а сільського — 8645.
Серед мешканців округу чоловіків було 12027, а жінок — 11955. В окрузі було 8912 домогосподарства, 6465 родин, які мешкали в 9732 будинках.
Середній розмір родини становив 3,09.
Віковий розподіл населення поданий у таблиці:
| Стать    | До 15 років | 15-21 | 22-29 | 30-39 | 40-49 | 50-65 | 65-85 | Понад 85 |
| -------- | ----------- | ----- | ----- | ----- | ----- | ----- | ----- | -------- |
| Чоловіки | 3004        | 1104  | 1246  | 1768  | 1708  | 1882  | 1218  | 97       |
| Жінки    | 2837        | 1119  | 1175  | 1693  | 1742  | 1839  | 1358  | 192      |

## Суміжні округи
- Першинґ — північ
- Лендер — схід
- Най — південний схід
- Мінерал — південь
- Лайон — захід
- Вошо — північний захід

## Виноски
1. ↑  US Decennial Census. US Census Bureau. Архів оригіналу за 26 квітня 2015. Процитовано 20 грудня 2014.
2. ↑  Historical Census Browser. University of Virginia Library. Архів оригіналу за 11 серпня 2012. Процитовано 20 грудня 2014.
3. ↑  Population of Counties by Decennial Census: 1900 to 1990. US Census Bureau. Архів оригіналу за 3 квітня 2015. Процитовано 20 грудня 2014.
4. ↑  Census 2000 PHC-T-4. Ranking Tables for Counties: 1990 and 2000 (PDF). US Census Bureau. Архів оригіналу (PDF) за 18 грудня 2014. Процитовано 20 грудня 2014.
5. ↑  State & County QuickFacts. Бюро перепису населення США. Архів оригіналу за 8 липня 2011. Процитовано 23 вересня 2013. [Архівовано 2011-06-06 у Wayback Machine.](англ.) Наведено за англійською вікіпедією.
6. ↑  American FactFinder. Бюро перепису населення США. Архів оригіналу за 26 лютого 2012. Процитовано 31 січня 2008. [Архівовано 2008-05-21 у Wayback Machine.]

| США | Це незавершена стаття з географії США. Ви можете допомогти проєкту, виправивши або дописавши її. |